# Elymus tauri
Elymus tauri là một loài thực vật có hoa trong họ Hòa thảo. Loài này được (Boiss. & Bal.) Melderis mô tả khoa học đầu tiên năm 1984.